# Hibiscus arnhemensis
Hibiscus arnhemensis är en malvaväxtart som beskrevs av F.D. Wilson. Hibiscus arnhemensis ingår i Hibiskussläktet som ingår i familjen malvaväxter. Inga underarter finns listade i Catalogue of Life.